# تادیوس ویراکی
تادیوس ویراکی (انگلیسی: Thadeus Wierucki; ۲۳ دسامبر ۱۹۳۴ – ۸ مارس ۲۰۱۵) دوچرخه‌سوار اهل بلژیک بود.